# Gisekia polylopha
Gisekia polylopha är en tvåhjärtbladig växtart som beskrevs av Michael George Gilbert. Gisekia polylopha ingår i släktet Gisekia och familjen Gisekiaceae. Inga underarter finns listade i Catalogue of Life.